# Höfer
Höfer är en ortsteil i kommunen Eschede i Celle i förbundslandet Niedersachsen i Tyskland. Höfer var en kommun fram till 1 januari 2014 när den uppgick i Eschede. Kommunen Höfer hade 911 invånare 2013.